# 乾隆帝南巡
清朝乾隆皇帝曾于乾隆十六年（1751年）、二十二年（1757年）、二十七年（1762年）、三十年（1765年）、四十五年（1780年）、四十九年（1784年）六次巡幸江南，每次一般都要到扬州府、苏州府、杭州府、江宁府（今南京市）、泰山，后四次还巡幸海宁。乾隆帝的祖父康熙帝在位期间也曾六次巡视江南。

## 背景
江南主要指长江三角洲地区，尤其特指江浙长江以南至钱塘江口，加上扬州一带，江浙两省的核心地区，有时也包含安徽东南部及江西东北部。清代前期与中期最繁华的是江宁府、苏州府和扬州府，还有杭州府。
这里古称吴越，是吳越文明的重要发源地之一。江浙两省地盘虽然不大，人口也不算多，大约只占国土面积和总人口的2%，但它自古以来就是著名的鱼米之乡，其经济和人文在全国均占据着十分重要的地位。清朝两省上交的赋银赋粮分别达到全国赋银总数的20.8%左右和赋粮总数的30%左右，盐课银占全国盐课银总数的68%左右，关税占全国税额总数的一半。这里出产的丝绸和茶叶历来是宫廷内外的高档必需品，饮食也被认为是明清两朝宫廷菜系的正宗，至今国宴仍保留相当比例的扬州苏州菜谱。

## 历次南巡

### 第一次南巡
乾隆十六年（1751年），40歲，正月十三日，奉皇太后离京，二月初八日，渡黄河（当时黄河走淮河入海），阅天妃闸（淮阴县）、高家堰（淮阴县高堰村）。经过淮安，见城北一带，内外皆水，仅有土堤，思人烟凑集之区，设有异涨，何能抗御。命改建石工，以资保障。由运河乘船，经扬州、镇江、丹阳、常熟至苏州，谕三吴士庶各敦本业，力屏浮华。三月，至杭州，参观敷文书院，颁赐江浙各书院殿版《十三经》、《二十一史》。登观潮楼阅兵，裁杭州汉军副都统。奉皇太后遍游西湖名胜，至绍兴祭禹陵，还杭州。回銮时，绕道江宁（今南京）祭明太祖孝陵，阅兵。沿运河北上，至蒋家坝、高家堰阅视河工，定洪泽湖五坝水志。四月，从陆路至泰安，祀岱庙拈香。五月初四日，还京。此次南巡，往返行程水陆共计五千八百里，历时五月余。

### 第二次南巡
乾隆二十二年（1757年），46歲，正月十一日，奉皇太后启銮出京师，二月初五日，奉皇太后渡河，至天妃闸，阅木龙。十三日，渡江，诣范仲庵高义园。二十二日，至苏州府，奉皇太后临视织造机房。二十四日，阅兵于嘉兴府后教场及石门镇。二十七日，奉皇太后至杭州府。三月十八日，奉皇太后至江宁府，亲祭明太祖陵。二十八日，渡河。四月初四日，至徐州阅视河工，见所过桃源、宿迁、邳州、睢宁等处，百姓鹑衣鹄面，相望于道，降旨赈期展至五月，截留漕粮，以备平粜，又将积欠籽种、口粮全行免去。亲阅高堰、清口、徐州等处工程。初五日，至孙家集阅视堤工，命将高堰、武家墩面北一带河堤改用砖砌。初六日，渡河，至荆山桥、韩庄闸巡视。初十日，至曲阜谒孔林。二十六日，还京师至圆明园。

### 第三次南巡
乾隆二十七年（1762年），51歲，正月十二日，乾隆帝自京啟鑾，二月初八日，奉皇太后渡河，阅清口东坝、惠济闸，登舟巡视河堤。十七日，至焦山阅京口水师。至苏州，谒文庙行礼。
三月初一日，奉皇太后至杭州。次日，至海宁阅海塘，命岁修老盐仓一带百余里柴塘，增坦水石篓，以资拥护，并命修尖山、塔山之间石坝。旋登观潮楼，阅福建水师。乾隆帝南巡。初五日，乾隆帝令刑部尚书钱陈群，率台州之族孙武进士钱选等进呈钱镠铁券御览，并赐给宝匣。初十日，奉皇太后临视织造机房。二十六日，祭明太祖陵。幸两江总督尹继善官署。二十九日，渡江。
四月，阅高家堰。回銮至河，命庄亲王允禄等奉皇太后，由水路回程。自登陆由徐州阅河工。至邹县祭孟子庙。再至孔庙行礼，谒孔林，登泰山，至玉皇顶拈香。至德州行宫，迎送皇太后登舟。五月，至涿州。初四日，回京住圆明园。初八日，至黄新庄迎皇太后回銮，居畅春园。

### 第四次南巡
乾隆三十年（1765年），54歲，正月十六日，乾隆帝奉皇太后由京师发。二月，渡河，阅清口东坝木龙、惠济闸。闰二月初一日，至苏州，谒文庙。初七日，奉皇太后至杭州。至海宁阅塘工。观潮后，回杭州。三月，幸焦山，奉皇太后驻跸江宁府，亲至明太祖陵奠酒，临视尹继善署。十一日，奉皇太后渡江。阅高家堰堤工，奉皇太后渡河。四月十二日，驻跸德州，命简亲王丰讷亨等奉皇太后从水路回程。乾隆帝由陆路，于二十一日返京。二十四日，迎皇太后居畅春园。
此行皇后、令贵妃、庆妃、容嫔等人陪同。闰二月十八日，皇后突然被从杭州送回北京。乾隆帝回京后，收回皇后手中四份册宝。此后，乾隆帝虽未废除那拉氏皇后之位，但她的待遇远不如普通妃嫔。

### 第五次南巡
乾隆四十五年（1780年），69歲，正月十二日，乾隆帝自京師啟鑾。扈从的有王公大臣、蒙古王公台吉、直隶官员、回部郡王台吉、四川土司等。经过山东时，他派遣官员至曲阜祭祀了先师孔子。沿途他遣官祭已故河道总督靳辅、齐苏勒，大学士嵇曾筠、高斌等祠，亲自视察清口东坝等地堤工。此外，他还在杭州、江宁等地阅兵，召见和加恩江浙地区的士绅，拜谒了明太祖朱元璋孝陵，颁布了移风易俗的谕示。五月初九日，返回京师。

### 第六次南巡
乾隆四十九年（1784年），73歲，正月二十一日，乾隆帝自京师啟鑾，开始第六次南巡。和前五次一样，这次他仍乘坐安福舻，翔凤艇作为备用。沿途地方官员三十里以内接送。皇十一子永瑆、十五子永琰、十七子永璘随驾。沿途拜谒了少昊陵，在曲阜谒见了孔子庙，遣官祭祀了颜回、曾子、子思、孟子祠，以及宋臣范仲淹祠、韩世忠祠、故大学士蒋溥墓、巡抚汤斌祠、张伯行祠、总河陈鹏年祠。三月，进入浙江镜内，视察了沿海石塘工程。二十四日，撰写了《南巡记》一文，总结性地叙述了六次南巡的原因、目的及成效。闰三月，乾隆帝到达江宁（今南京），遣官祭祀明太祖陵。回京途中的四月十一日，誠嬪不慎落水溺亡。四月二十三日，返回京师。

## 过程及意義
六下江南大体上包括以下几个方面：蠲赋恩赏、巡视河工、观民察吏、加恩士绅、培植士族、阅兵祭陵。
乾隆帝期间多次下谕，蠲免江浙、安徽上千万两银。第一次南巡时，谕免乾隆元年至十三年江苏积欠赋银228万两、安徽积欠30万余两，及浙江本年应征银30万两。二次南巡，谕免蘇、浙、皖三省二十一年以前积欠钱粮，又免浙江漕银20余万两。三次南巡，谕免二十二年至二十六年三省积欠钱粮，又免浙江漕银等项27万余两。四次南巡，谕免江苏、安徽钱粮143万余两及浙江13万余两。五次南巡，谕免江苏、安徽三十九年至四十四年欠银130余万两。六次南巡，谕免江苏、安徽欠银130余万两。总计六次南巡免银在1000万两以上。
乾隆亦相當重視對黃河的治理，以及對江南人才的賞賜。
美國哈佛大學教授歐立德（Mark C. Elliott）指出江南地區的財賦和士子在全國中所占的重大比例，認為乾隆下江南是為拉攏漢族地方精英。乾隆視察江南地區的皇家作坊和召見地方大員，以加強對最富庶地區的統治；巡防水利工程並了解當地的民情，讓江南的百姓熟悉自己，亦指出當中有由於在滿清入關初期江南曾對清軍進行過激烈抵抗的因素在內。歐立德亦認為，乾隆六次南巡誠然耗資巨大，但相對於當時國庫收入來說，似乎尚在可承受的範圍之內。

## 创作的绘画
康熙朝，由王翚主笔绘制记录康熙帝南巡的《康熙南巡图》。乾隆帝南巡，则由宫廷画家徐扬照其体例绘制了《乾隆南巡图》。乾隆三十五年（1770年）进量绢本十二卷；六年后，再进纸本十二卷。在此之前，徐扬还创作了《南巡纪道图》，与《南巡图》不同之处在于只画山川风物，不画人物。

## 遗迹
- 云龙山行宫，位于江苏省徐州市云龙区云龙山
- 龙王庙行宫，位于江苏省宿迁市宿豫区皂河镇
- 林家庄行宫，位于江苏省宿迁市宿豫区仰化镇复隆村四组

## 野史传说
- 周日清，传说倍伴乾隆帝南巡的干儿子
- 传说南巡的目的为探望亲生父母陈世倌夫妇。六次南巡，乾隆帝四次住于陈家安澜园和父母相聚，不过之后这传说因漏洞百出而遭到推翻[7]。
- 在当代广告中，声称乾隆帝在南巡过程中曾品尝过某种美食的例子不胜枚举[8]。